# 塔爾塔魯加齊諾

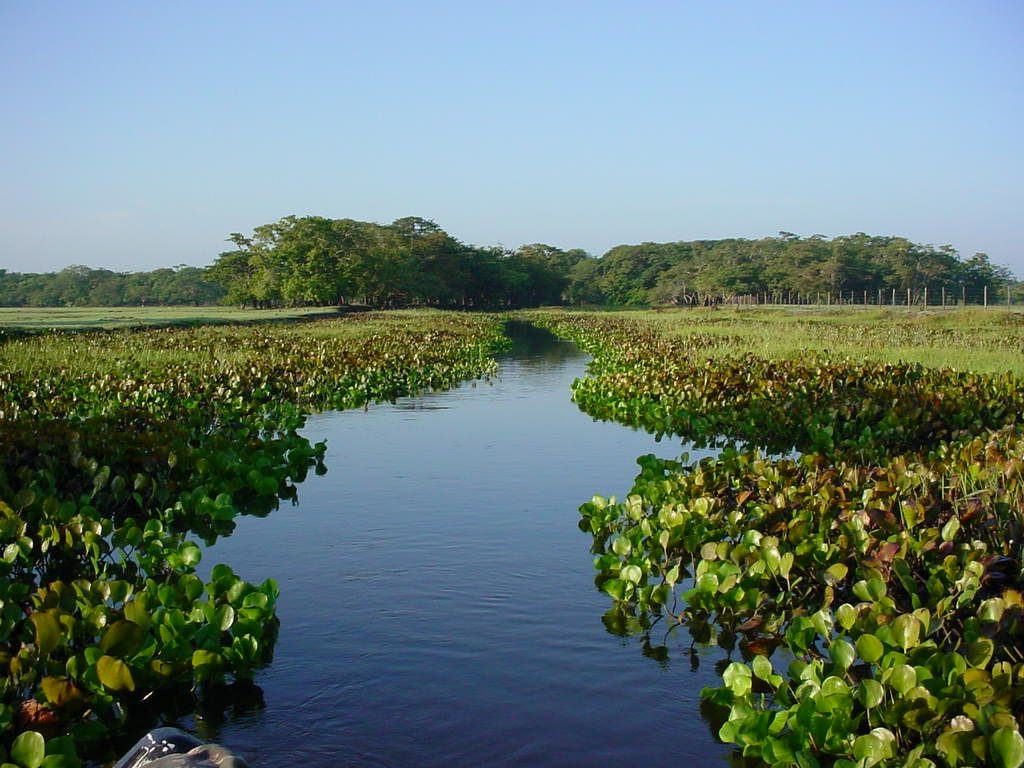
塔爾塔魯加齊諾

1°30′21″N 50°54′43″W / 1.50583°N 50.91194°W
塔爾塔魯加齊諾（葡萄牙語：Tartarugalzinho），是巴西的城鎮，位於該國北部，由阿馬帕州負責管轄，始建於1987年12月17日，面積6,712平方公里，海拔高度15米，2014年人口14,754，人口密度每平方公里2.2人。